# Воронова Тетяна Петрівна
Воронова Тетяна Петрівна (14.12.1924, Чернігів — 21.10.2011, Воронеж) — українська журналіст, краєзнавець, історик, почесний громадянин Кривого Рогу, ветеран німецько-радянської війни. У 2000 році на честь 225-річчя Кривого Рогу Дніпропетровської області і в зв'язку із значним внеском у розвиток його культури їй присвоєно звання «Почесний громадянин Кривого Рогу», вручений, в числі найперших, пам'ятний знак «За заслуги перед містом».

## Біографічні відомості

### Дитинство і юність
Родом Тетяна Петрівна Воронова з Чернігова. Її батько Петро Костянтинович Воронов був професійним військовим. Він підполковник старої армії, з сьомого покоління руського офіцерства. Народився в Золотоноші, де стояв полк його батька в 1866 році і прожив до 1929-го. Брав участь у російсько-японській та Першій світовій війнах. У роки Громадянської війни в дивізії Миколи Щорса командував важким артилерійським дивізіоном. Друга, материнська лінія родоводу Тетяни Воронової, пов'язана з родом Мірза Туган-Барановських. Мати Тетяни Петрівни — Ірина Феліксівна Барановська, закінчивши в Житомирі гімназію, вступила добровольцем в Першу Українську повстанську дивізію Миколи Щорса. Була в одному з штабів секретарем-друкаркою, а потім викладала в Школі червоних командирів.
Вплив на те, що в подальшому Т. П. Воронова стала краєзнавцем та істориком, справили як історичне минуле Чернігова, ознайомлення з історичною спадщиною, так і шкільні вчителі — дві сестри Долгорукови, колишні земські вчительки і колишні княжни, — Наталія Андріївна та Ольга Андріївна.
Певний вплив на майбутнього історика та журналістку справило у дитинстві знайомство з родиною Коцюбинських. Фома Михайлович Коцюбинський, брат письменника, директор меморіального музею в Чернігові, і його дружина Катерина Яківна брали участь у вихованні школярки — напівсироти, давали книги зі своєї бібліотеки, знайомили з музейними документами про життя і творчість письменника. Їхня донька Михайлина, нинішній лауреат Шевченківської премії, була тоді ще маленькою дівчинкою.

### Роки війни
У 1941 році Тетяна Воронова закінчила дев'ять класів. 3 липня 1941 16-річна дівчина стала санітаркою в одній з операційних сортувального госпіталю № 1949 на Південно-Західному фронті. На війні вона пробула більше чотирьох років, до перемоги над Японією. Їх сортувальний госпіталь працював на Південно-Західному, Північно-Західному, 2-му Прибалтійському і Ленінградському фронтах. Він був перекинутий після Перемоги на Заході на Далекий Схід, до складу Першого Далекосхідного фронту.
Першою її нагородою в ті роки став знак «Відмінник медичної служби». В кінці війни Т. П. Воронову нагородили медаллю «За бойові заслуги». Нагородний наказ підписав маршал Леонід Говоров. Вона удостоїлася згодом ордена «Вітчизняної війни» 2-го ступеня.

### Освіта
Після війни Т. П. Воронова вчилася в Харкові. 1947—1950 — навчання у Харківській міжобласній партійній школі, спеціалізація – газетний працівник. 1947—1954 — навчалася на історичному факультеті Харківського державного педагогічного інституту імені М. Горького, спеціальність «історія», «журналістика» .
ЇЇ вражали постановки Українського академічного театру драми імені Т. Г. Шевченка. Тоді там збереглися традиції його репресованого засновника Леся Курбаса.

### Діяльність уКривому Розі
У Кривому Розі Т. П. Воронову пам'ятають з 1957 року як талановиту людину і журналіста по роботі в криворізькій міській газеті «Червоний гірник», зокрема як ведучу тематичної сторінки «Ріднокрай». Авторські статті Тетяни Воронової в місцевих газетах Кривого Рогу дуже цікаві тим, хто захоплений історією міста, історією підприємств та історією другої світової війни. Вона часто виступала на радіо ТРК Рудана, брала активну участь у роботі міської ради ветеранів, працювала в Криворізькому державному педагогічному інституті.
За свою роботу по збереженню пам'яток, історії та архітектури Кривбасу, документальне дослідження за кількістю загиблих воїнів під час визволення Кривого Рогу, встановлення славних імен криворіжців і багато іншого, Тетяна Петрівна Воронова неодноразово удостоювалась звання «Найкращий журналіст року» в Дніпропетровській області. За її ініціативи були поставлені у місті пам'ятники Олександру Полю, меморіальні дошки багатьом криворіжцям, які внесли помітний слід в розвиток міста. Т. П. Воронова була повним кавалером відзнаки виконкому Криворізької міської ради — нагородного знака «За заслуги перед містом». Гідно несла звання «Почесного громадянина міста», з 2000 року перебуваючи на заслуженому відпочинку.
Т. П. Воронова — автор кількох книжок, зокрема і книги «„Край неповторний — Криворіжжя…“», у якій зібрані публікації «Червоного гірника», найважливіші для розуміння криворізького краю статті, нариси, замальовки та інтерв'ю авторки за останні двадцять років. У книзі передусім привертають увагу розповіді про праотця Кривого Рогу Петра Калнишевського і промисловця Олександра Поля, який розпочав у Кривому Розі промисловий видобуток залізної руди. Один із розділів присвячений історії міської газети «Червоний гірник», в іншому — болючі спогади про війну і визволителів Криворіжжя.
21 жовтня 2011 року Т. П. Воронова померла. Похована на кладовищі у місті Воронежі.
У грудні 2014 року в м. Кривий Ріг відкрито меморіальну дошку Тетяні Петрівні Вороновій

## Книги
- Воронова Т., Бухтіяров В. Визволення. 1943–1944: до 50-річчя визволення Криворіжжя від німецько-фашистських загарбників. — Кривий Ріг, 1994. — 240 с. — (Б-ка альманаху «Саксагань»).
- Воронова Т. П. Газета і місто. 70–років разом (По шпальтах Криворізької загальноміської газети «Червоний гірник» за 70 років). — Кривий Ріг, 1995. — 447 с. — [Бібліотечка «Саксагані»].
- Воронова Т. Місто–Центр–Район : Книга нарисів до 60-річчя Центрально-Міського району Кривого Рогу. — Кривий Ріг, 1996.
- Воронова Т. П. Край неповторний – Криворіжжя. — Кривий Ріг : Видавничий дім, 2008. — 194 с.